# Palaemonoidea
Palaemonoidea er en overfamilie af ægte rejer, som består af omkring 1.000 arter. Placeringen af familien Typhlocarididae er uklar, men opfattelsen af at de resterende syv familier tilhører overfamilien er velstøttet.
- Anchistioididae Borradaile, 1915
- Desmocarididae Borradaile, 1915
- Euryrhynchidae Holthuis, 1950
- Gnathophyllidae Dana, 1852
- Hymenoceridae Ortmann, 1890
- Kakaducarididae Bruce, 1993
- Palaemonidae Rafinesque, 1815
- Typhlocarididae Annandale & Kemp, 1913

- Gnathophyllum americanum, en Palaemonidae
- Hymenocera picta, den eneste Hymenoceridae
- Periclimenes imperator, en Palaemonidae
- Typhlocaris ayyaloni, en Typhlocarididae
- Urocaridella renatekhalafae, en Palaemonidae